# بروسبيكت هايتس
بروسبيكت هايتس (إلينوي) (بالإنجليزية: Prospect Heights, Illinois)‏ هي مدينة تقع في الولايات المتحدة في إلينوي. يقدر عدد سكانها بـ 16,256 نسمة .

## التركيبة السكانية
حدّد مكتب تعداد الولايات المتحدة بيانات التركيبة السكانية لبروسبيكت هايتس في تعداد الولايات المتحدة. في ما يلي، التركيبة السكانية حسب تعدادي 2000 و2010.

### تعداد عام 2000
بلغ عدد سكان بروسبيكت هايتس 17,081 نسمة بحسب تعداد عام 2000، وبلغ عدد الأسر 6,379 أسرة وعدد العائلات 4,432 عائلة مقيمة في المدينة. في حين سجلت الكثافة السكانية 1,538.8 نسمة لكل كيلومتر مربع (3,985.5/ميل2). وبلغ عدد الوحدات السكنية 6,573 وحدة بمتوسط كثافة قدره 592.2 لكل كيلومتر مربع (1,533.8/ميل2).
وتوزع التركيب العرقي للمدينة بنسبة 77.41% من البيض و1.76% من الأمريكيين الأفارقة و0.25% من الأمريكيين الأصليين و4.37% من الأمريكيين ذوي الأصول الآسيوية و0.05% من سكان جزر المحيط الهادئ و13.82% من الأعراق الأخرى و2.35% من عرقين مختلطين أو أكثر و27.58% من الهسبانيون أو اللاتينيون من أي عرق.
بلغ عدد الأسر 6,379 أسرة كانت نسبة 33.8% منها لديها أطفال تحت سن الثامنة عشر تعيش معهم، وبلغت نسبة الأزواج القاطنين مع بعضهم البعض 57.1% من أصل المجموع الكلي للأسر، ونسبة 7.6% من الأسر كان لديها معيلات من الإناث دون وجود شريك،  بينما كانت نسبة 4.8% من الأسر لديها معيلون من الذكور دون وجود شريكة وكانت نسبة 30.5% من غير العائلات. تألفت نسبة 25.1% من أصل جميع الأسر من عدة أفراد يعيشون في نفس المنزل ونسبة 8.7% كانت تتألف من شخص يعيش بمفرده يبلغ من العمر 65 عاماً أو أكثر. وبلغ متوسط حجم الأسرة المعيشية 2.68، أما متوسط حجم العائلات فبلغ 3.21.
بلغ العمر الوسطي للسكان 34.6 عاماً. وكانت نسبة 24.2% من القاطنين تحت سن الثامنة عشر، وكانت نسبة 9.2% بين الثامنة عشر والرابعة والعشرين عاماً، ونسبة 33.4% كانت واقعةً في الفئة العمرية ما بين الخامسة والعشرين والرابعة والأربعين عاماً، ونسبة 21.7% كانت ما بين الخامسة والأربعين والرابعة والستين، ونسبة 11.4% كانت ضمن فئة الخامسة والستين عاماً فما فوق. يوجد لكل 100 أنثى 103.6 ذكر، ويوجد لكل 100 أنثى في الثامنة عشر من عمرها فما فوق 102.5 ذكر.
بلغ متوسط دخل الأسرة في المدينة 55,641 دولارًا، أما متوسط دخل العائلة فبلغ 63,382 دولارًا. وكان متوسط دخل الذكور 40,317 دولارًا مقابل 32,455 دولارًا للإناث. وسجل دخل الفرد الخاص بالمدينة 28,200 دولارًا. وكانت نسبة 3.7% من العائلات ونسبة 4.3% من السكان تحت خط الفقر، وكان من هؤلاء نسبة 5.2% تحت سن الثامنة عشر ونسبة 1.4% في الخامسة والستين من العمر وما فوق.

### تعداد عام 2010
بلغ عدد سكان بروسبيكت هايتس 16,256 نسمة بحسب تعداد عام 2010، وبلغ عدد الأسر 6,114 أسرة وعدد العائلات 4,252 عائلة مقيمة في المدينة. في حين سجلت الكثافة السكانية 1,464.5 نسمة لكل كيلومتر مربع (3,793.0/ميل2). وبلغ عدد الوحدات السكنية 6,472 وحدة بمتوسط كثافة قدره 583.1 لكل كيلومتر مربع (1,510.2/ميل2).
وتوزع التركيب العرقي للمدينة بنسبة 75.28% من البيض و1.51% من الأمريكيين الأفارقة و0.67% من الأمريكيين الأصليين و7.88% من الأمريكيين ذوي الأصول الآسيوية و0.01% من سكان جزر المحيط الهادئ و12.53% من الأعراق الأخرى و2.12% من عرقين مختلطين أو أكثر و29.81% من الهسبانيون أو اللاتينيون من أي عرق.
بلغ عدد الأسر 6,114 أسرة كانت نسبة 32.6% منها لديها أطفال تحت سن الثامنة عشر تعيش معهم، وبلغت نسبة الأزواج القاطنين مع بعضهم البعض 56.5% من أصل المجموع الكلي للأسر، ونسبة 8.2% من الأسر كان لديها معيلات من الإناث دون وجود شريك،  بينما كانت نسبة 4.8% من الأسر لديها معيلون من الذكور دون وجود شريكة وكانت نسبة 30.5% من غير العائلات. تألفت نسبة 24.7% من أصل جميع الأسر من عدة أفراد يعيشون في نفس المنزل ونسبة 9.6% كانت تتألف من شخص يعيش بمفرده يبلغ من العمر 65 عاماً أو أكثر. وبلغ متوسط حجم الأسرة المعيشية 2.64، أما متوسط حجم العائلات فبلغ 3.17.
بلغ العمر الوسطي للسكان 37.4 عاماً. وكانت نسبة 23% من القاطنين تحت سن الثامنة عشر، وكانت نسبة 7.9% بين الثامنة عشر والرابعة والعشرين عاماً، ونسبة 28.7% كانت واقعةً في الفئة العمرية ما بين الخامسة والعشرين والرابعة والأربعين عاماً، ونسبة 26.8% كانت ما بين الخامسة والأربعين والرابعة والستين، ونسبة 13.6% كانت ضمن فئة الخامسة والستين عاماً فما فوق. وتوزع التركيب الجنسي للسكان بنسبة 49.9% ذكور و50.1% إناث.